# Jan (Holonič)
Jan, imię świeckie Ján Holonič (ur. 29 stycznia 1937 w Kravanach, zm. 2 sierpnia 2012) – słowacki biskup prawosławny.

## Życiorys
Ukończył studia teologiczne na uniwersytecie w Preszowie w 1958. W tym samym roku został wyświęcony na diakona, a następnie na kapłana. W 1983 przyjął chirotonię biskupią i został biskupem michałowskim. W 2006, po śmierci arcybiskupa preszowskiego, metropolity ziem czeskich i Słowacji Mikołaja, został jego następcą na katedrze preszowskiej, otrzymując równocześnie godność arcybiskupa. Urząd sprawował do śmierci w 2012. W ostatnich latach życia chorował.